# Альпи Верхнього Провансу
Альпи Верхнього Провансу (фр. Alpes-de-Haute-Provence) — департамент на південному сході Франції, один із департаментів регіону Прованс — Альпи — Лазурний Берег. Порядковий номер 4.
Адміністративний центр — Дінь-ле-Бен. Населення 140 тис. осіб (94-е місце серед департаментів, дані 1999 р.).

## Географія
Площа території 6925 км². Департамент розташований у гористому районі з сухим кліматом. Для ведення землеробства доводиться використовувати зрошування.
Департамент об'єднує чотири округи, 30 кантонів і 200 комун.

## Історія
До 13 квітня 1970 р. департамент називався Нижні Альпи.